# 에스타디오 라 로살레다
에스타디오 라 로살레다(Estadio La Rosaleda)은 스페인의 축구 경기장이다. 말라가에 위치해있으며 수용인원은 28,963명이다. 현재 프리메라리가에 참여하고있는 지역 축구 클럽 말라가 CF의 홈구장이다.